# Combat del Callao
El combat del Callao o combat del dos de maig fou un enfrontament que es va produir el 2 de maig de 1866 entre una flota espanyola sota el comandament de l'almirall Casto Méndez Núñez i els emplaçaments fortificats de bateries de la ciutat portuària peruana del Callao durant la guerra de les illes Chincha o guerra hispanosudamericana. La flota espanyola va bombardejar el port del Callao i, finalment, es va retirar amb fortes pèrdues sense haver infligit danys d'importància a les estructures de la ciutat, segons les fonts peruanes; o bé després d'haver silenciat gairebé tots els canons de les defenses costaneres, segons els informes espanyols i els observadors francesos. Fou l'última batalla de la guerra entre forces espanyoles i peruanes.

## Antecedents
El president Juan Antonio Pezet va assumir la presidència del Perú l'abril de 1863, en un moment en què Espanya intentava recuperar un cert prestigi internacional recuperant les seves colònies perdudes a Amèrica, o com a mínim, alguns dels seus territoris. Espanya va començar la seva campanya capturant les illes Chincha, riques en guano, i exigint al Perú una indemnització per l'assassinat de dos espanyols a Lambayeque.
Amb una certa vacil·lació, el president Pezet va començar a treure grans quantitats de dipòsits de guano del Perú per donar-los a Espanya quan els vaixells espanyols van amenaçar el Callao i la costa propera. Pezet creia que les forces navals del Perú eren massa febles per desafiar la flota espanyola. El novembre de 1865, el coronel Mariano Ignacio Prado assumí el poder amb un cop d'estat i va organitzar una defensa eficaç contra l'amenaça espanyola.
Després de la poc conclusiva batalla d'Abtao al febrer de 1866, l'almirall espanyol Casto Méndez Núñez va decidir emprendre accions punitives contra els ports sud-americans, essent el seu primer objectiu el port xilè de Valparaíso, sense defenses. Els comandants navals britànics i estatunidencs, neutrals, que es trobaven en aigües xilenes no van poder evitar aquesta acció i els espanyols van bombardejar la ciutat i van destruir part de la flota mercant xilena.
Méndez Núñez va continuar després amb la flota cap al ben defensat port peruà del Callao. La batalla es va iniciar el 2 de maig i es va caracteritzar per un combat sostingut a llarga distància amb vaixells blindats (ironclads) en tots dos bàndols. Naus americanes, britàniques i franceses van observar el combat.

## Batalla
Els espanyols van arribar al Callao el 25 d'abril, amb 7 vaixells de guerra i 7 vaixells auxiliars, amb 252 canons, la majoria (126 peces) de 68 lliures. Les naus espanyoles incloïen la fragata blindada Numancia i les fragates Reina Blanca, Resolución, Berenguela, Villa de Madrid, Almansa i la corbeta Vencedora. La flota es disposà en forma de V, amb les naus més petites al darrere. De fet, era la flota més potent que s'havia reunit fins aquell moment en les aigües de l'Oceà Pacífic.

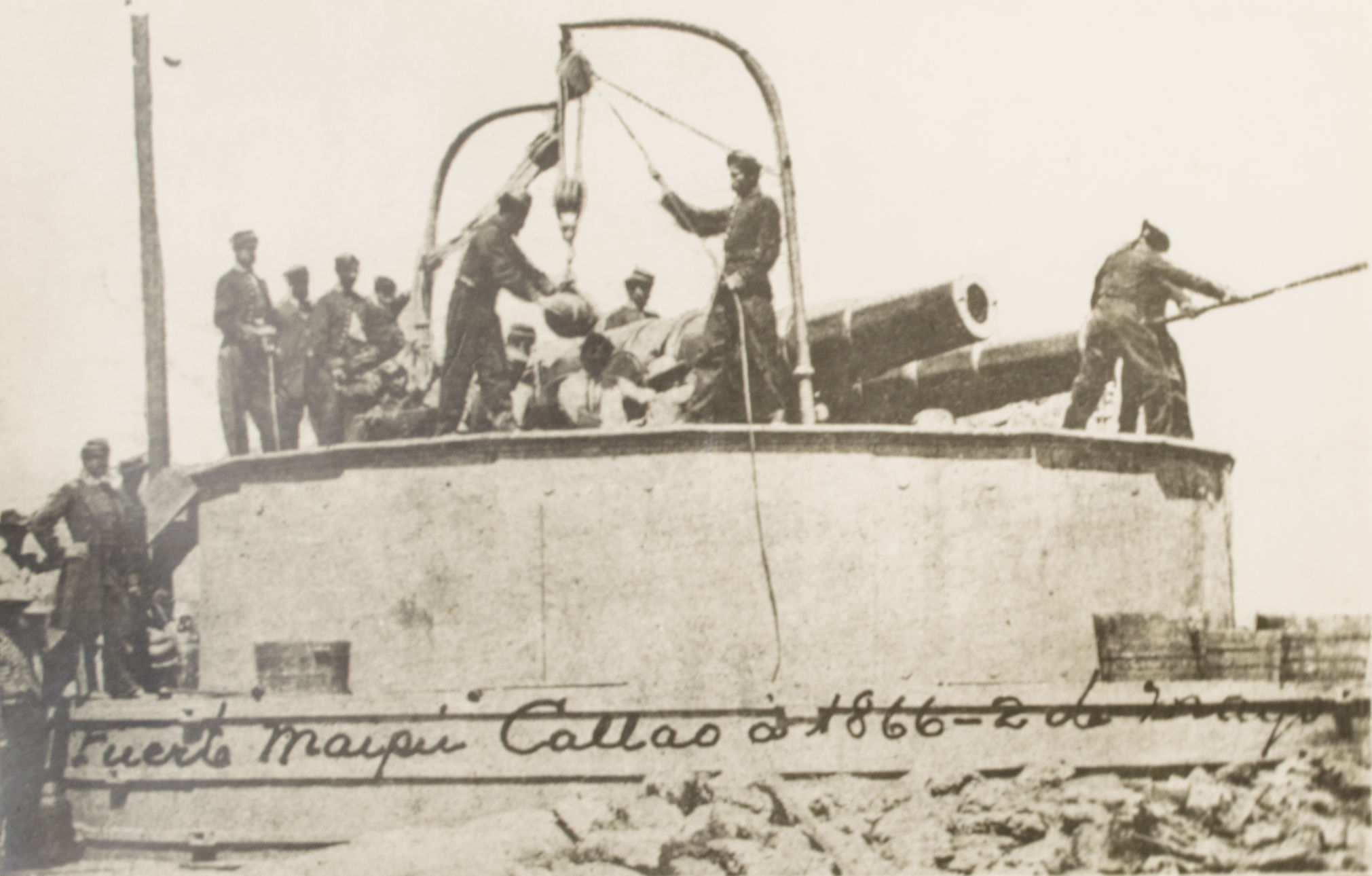
Una de les torretes blindades del Callao, amb dos canons Armstrong de 300 lliures

Abans de la batalla, el president peruà Mariano Ignacio Prado va mobilitzar les tropes i va animar la gent contra Espanya. Els forts i les bateries de la fortalesa del Callao, que havien rebutjat Sir Francis Drake i John Hawkins, es van reforçar amb 5 canons Blakely britànics de 22 tones. A més, es van col·locar quatre canons Armstrong en dues torretes blindades, Junín i La Merced, ambdues protegides amb un cinyell de ferro de 10 cm. Els canons Armstrong i Blakely eren els canons més potents de l'època i eren un orgull nacional del Perú. En total, els peruans disposaven de 52 canons i 13 canons addicionals muntats en els vapors Colón, Tumbes i Sachaca; a més, el Perú disposava de dos monitors de construcció pròpia: el monitor blindat amb casamata Loa i el monitor Victoria, a més d'infanteria i cavalleria.
La flota espanyola, formant una línia d'atac en forma de V, entrà a la badia a les 10.00 hores i formà dues línies de batalla: al nord, la Numancia i les fragates Almansa i Resolución, mentre que les fragates Villa de Madrid, Berenguela i Reina Blanca es van moure cap al sud. La resta de la flota, inclosa la corbeta Vencedora, es va quedar a prop de l'illa de San Lorenzo.
A les 11.50 hores, la Numancia va obrir foc contra les defenses costaneres. La fortalesa peruana Santa Rosa va disparar poc després. Cap tret va impactar en els vaixells espanyols, per la qual cosa va caldre recalibrar els canons; una pèrdua de temps que es podria haver evitat si l'artilleria peruana hagués començat a disparar sobre els vaixells espanyols mentre es col·locaven en posició. Quan les bateries van reprendre el foc, un projectil va impactar en la Numancia i ferí l'almirall Méndez Nuñez; el vaixell, però, no va patir danys gràcies al seu blindatge. El Cañón del Pueblo, un canó Blakely de 500 lliures, va quedar inutilitzat perquè el seu gran retrocés el va fer descarrilar.
Mentrestant, la fragata espanyola Villa de Madrid va rebre l'impacte d'un projectil Blakely de 450 lliures, que va causar 35 baixes i en va destruir les calderes. El vaixell va haver de ser remolcat fora de la zona de combat per la corbeta Vencedora. La Berenguela, perforada de costat a costat a la línia de flotació per un projectil Armstrong de 300 lliures, també va haver de retirar-se després d'haver silenciat tots els canons Armstrong de la torreta blindada Junín. La fragata Almansa va rebre un altre impacte cap a les 14.30, amb la mort de 13 tripulants i una explosió a la santabàrbara, fet que la va forçar a retirar-se; mitja hora més tard, després d'haver fet les reparacions necessàries, va tornar a la seva posició i va reprendre l'acció contra els peruans.

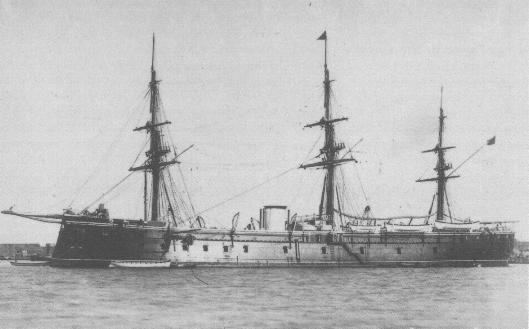
La fragata blindada Numancia, vaixell insígnia de la flota espanyola.

En aquest moment, l'intercanvi artiller entre els dos bàndols era intens. Un projectil procedent de la Blanca destruí la torreta blindada La Merced i matà o ferí 93 homes, inclòs el secretari de defensa peruà José Gálvez i els coronels Cornelio Borda i Enrique Montes. La bateria Chacabuco també es va veure afectada, perdent diversos canons i bona part de la seva dotació de voluntaris; el mateix passà en els forts Santa Rosa i Pinchicha. Les bateries Maipú i Independencia havien quedat silenciades. Els peruans van patir fortes baixes perquè bona part de les 3.000 tropes d'infanteria i cavalleria presents durant la batalla s'havien situat fora de les fortificacions per impedir qualsevol possible intent espanyol de desembarcament i patiren el foc de la Numancia, l'Almansa, la Resolución i la Vencedora.
A les 16.00, després de rebutjar la petita flota peruana capitanejada per Lizardo Montero, que es va apropar als espanyols dues vegades, només 12 o 14 dels canons de Santa Rosa responien encara al foc espanyol. Un dels seus trets va impactar la Blanca, matant a vuit homes i ferint el capità Topete. Cap a les 17.00, Méndez Núñez, ferit, va ordenar a la flota aturar el foc; la força espanyola havia rebut danys de consideració i nombroses baixes, tenia molt poca munició i amb prou feines podia allargar la batalla. Els vaixells espanyols danyats van romandre uns quants dies a l'illa de San Lorenzo, efectuant reparacions.

## Resultats
Segons els espanyols, el bombardeig va ser una victòria. D'acord amb l'almirall Méndez Nuñez, gairebé totes les bateries costaneres van ser silenciades durant l'enfrontament i només tres canons del fort de Santa Rosa encara disparaven quan la flota espanyola va abandonar la batalla. Méndez Núñez també va informar que els últims trets es van llençar sense munició, fet que va confirmar el capità de la corbeta francesa Venus, present durant la batalla. Poc després, el diari francès La Presse va publicar una notícia qualificant el bombardeig com a victòria espanyola: 
| «                               | (francès) Les avis de Callao, du 9 mai, donnent les détails suivants sur le bombardement de cette place. C'est le 2 mai que l'escadre espagnole attaqua Callao et ses formidables batteries armées de 90 canons, dont plusieurs Armstrong. Au moment où le bombardement cessait avec le jour, trois canons péruviens seulement continuaient leur feu. Toutes les batteries blindées avaient été mises hors de combat. L'escadre victorieuse cessa alors le feu au cri de : Vive la reine ! | (català) Les notícies del Callao, del 9 de maig, donen els següents detalls sobre el bombardeig d'aquest lloc. El 2 de maig l'esquadra espanyola atacà El Callao i les seves formidables bateries, armades amb 90 canons, entre els quals diversos Armstrong. Quan s'aturà el bombardeig, al mateix temps que acabava el dia, tres canons peruans continuaven disparant. Totes les bateries blindades havien quedat fora de combat. L'esquadra victoriosa cessà el foc al crit de "Visca la reina!" | » |
| — La Presse, 14 de juny de 1866 | | |   |

A principi de juny a Espanya es va celebrar la notícia de la victòria amb grans festivitats, els beneficis dels quals van ser per a les vídues i els orfes dels mariners morts. Méndez Núñez va ser guardonat amb la Gran Creu del Reial i Distingit Orde de Carles III i va ser promogut a tinent general. També es van promocionar els comandants dels vaixells implicats en el combat i les tripulacions van rebre doble paga.
Per la seva banda, els peruans també van celebrar la batalla com a victòria, afirmant que havien impedit que els espanyols intentessin tornar a colonitzar Amèrica del Sud. En una carta privada del 3 de maig de 1866, un testimoni estatunidenc, T. H. Nelson, va escriure: 
| «                                                                 | (anglès) The damages caused to Callao are barely noticeable. The [Peruvian] batteries occupied the [Spanish] squad so much that there was no time to bombard the city." In fact, after the battle, the hyped up and surprising situation was so big that American and British troops witnessing the battle joined the cheers of "Viva el Perú!" | (català) El dany causat al Callao amb prou feines resulta evident. Les bateries [peruanes] van tenir tan ocupada l'esquadra [espanyola], que aquesta no tingué temps de bombardejar la ciutat. Es pot estimar el dany causat als vaixells pels trossos de fusta de la platja, i és evident que patiren bastant. | » |
| — T. H. Nelson, a bord del Powhatan, Carta al Dr. Robert Trumbull | | |   |

El 1870, l'exgeneral estatunidenc Alvin Peterson Hovey, membre de la legació dels Estats Units al Perú, va descriure la batalla com a indecisiva, però gloriosa per als dos països, en una carta al secretari d'Estat dels Estats Units Hamilton Fish: 
| «             | (anglès) But the battle came on, on the glorious "Dos de Mayo," for so both Spain and Peru call it, and the fleet bore bravely up toward the forts, reaching within three-quarters of a mile. Then, as they were gallantly exchanging shots, two torpedoes exploded and threw columns of water at least 150 feet in the air. The whole Spanish fleet retired and fought at long range for the remainder of the day. Such was the cause of the success or defeat that followed this action, so glorious both to Peru and Spain. On the part of Peru it will be a feast day forever, and on the part of Spain the Duke of Callao claimed his title for this victory! | (català) La batalla arribà el gloriós "Dos de Mayo", perquè així ho anomenen Espanya i el Perú, i la flota va avançar amb valentia cap als forts, arribant fins a tres quarts de milla d'aquells. Aleshores, mentre intercanviaven trets, dos torpedes van explotar i van llançar columnes d'aigua de gairebé 150 peus a l'aire. Tota la flota espanyola es va retirar i va lluitar a llarga distància durant la resta del dia. Aquesta va ser la causa de l'èxit o la derrota que va seguir a aquesta acció, tan gloriosa per al Perú com per a Espanya. Per part del Perú serà un dia de festa per sempre més, i per part d'Espanya, el duc de Callao va reclamar el seu títol per aquesta victòria! | » |
| — A. P. Hovey | | |   |

## Conseqüències
Un parell de mesos després de la batalla, els famosos vaixells Huáscar i Independencia es van afegir a la flota peruana. Com que la guerra encara continuava sense cap acord de pau, els peruans contemplaren la idea d'envair les Filipines per allunyar els vaixells espanyols que hi havia a la zona. La república va contractar el comodor John Randolph Tucker, que havia destacat a la guerra civil nord-americana lluitant amb els Estats Confederats d'Amèrica. No obstant això, diversos oficials peruans es van sentir insultats per aquesta decisió, ja que consideraven que havien demostrat que eren tan capaços com qualssevol altres per liderar i guanyar una batalla naval. Al final, es va abandonar la idea, però Tucker va trobar una altra feina important a l'Amazònia peruana.
Aquest fet, juntament amb la por d'un atac espanyol des de l'Atlàntic a causa de la presència a les aigües sud-americanes de les fragates espanyoles Blanca, Resolución, Villa de Madrid, Almansa, Concepción i Navas de Tolosa, juntament amb la captura el 22 d'agost de la corbeta xilena Tornado per part de la fragata espanyola Gerona, va evitar l'expedició contra Filipines. L'expedició espanyola al Pacífic va acabar oficialment el 1868, però la pau no es va signar fins 1879.